# Super vacanze di Natale
Super vacanze di Natale è un film del 2017 diretto da Paolo Ruffini.
Si tratta di un montaggio che omaggia i 35 anni di storia dei cinepanettoni prodotti da Filmauro riproponendone svariate scene.

## Film presenti nel montaggio
- Vacanze di Natale (1983)
- Yuppies - I giovani di successo (1986)
- Yuppies 2 (1986)
- Montecarlo Gran Casinò (1987)
- Vacanze di Natale '90 (1990)
- Vacanze di Natale '91 (1991)
- Anni 90 (1992)
- Sognando la California (1992)
- Anni 90 - Parte II (1993)
- S.P.Q.R. - 2000 e ½ anni fa (1994)
- Vacanze di Natale '95 (1995)
- A spasso nel tempo (1996)
- A spasso nel tempo - L'avventura continua (1997)
- Paparazzi (1998)
- Tifosi (1999)
- Vacanze di Natale 2000 (1999)
- Body Guards - Guardie del corpo (2000)
- Merry Christmas (2001)
- Natale sul Nilo (2002)
- Natale in India (2003)
- Christmas in Love (2004)
- Natale a Miami (2005)
- Natale a New York (2006)
- Natale in crociera (2007)
- Natale a Rio (2008)
- Natale a Beverly Hills (2009)
- Natale in Sudafrica (2010)
- Vacanze di Natale a Cortina (2011)
- Colpi di fulmine (2012)
- Colpi di fortuna (2013)
- Un Natale stupefacente (2014)
- Natale col boss (2015)
- Natale a Londra - Dio salvi la regina (2016)

## Promozione
Il film è stato annunciato ufficialmente al Cinè di Riccione nel giugno 2017 ed è stato presentato come un montaggio di omaggio al genere del cinepanettone che ha riscosso grande successo nel cinema italiano. Il primo trailer ufficiale è stato distribuito da Filmauro il 14 novembre 2017 e il secondo trailer è stato distribuito il 23 novembre dello stesso anno.

## Distribuzione
La pellicola è uscita nelle sale il 14 dicembre 2017. L'anteprima si è tenuta il 13 dicembre a Cinecittà, dove per l'occasione è stata riallestita l'ambientazione del film capostipite Vacanze di Natale (1983) e hanno presenziato alcuni dei protagonisti quali Jerry Calà, Claudio Amendola e Stefania Sandrelli.

## Accoglienza

### Incassi
In totale, il film incassò 392000 €.

### Critica
Dopo l'anteprima stampa tenutasi a Roma, Andrea Fornasiero per MYmovies.it gli assegnò come giudizio 2 stelle e mezza su 5, scrivendo: «Più che un greatest hits con brani compiuti, Super vacanze di Natale è un medley, che punta sulla nostalgia ma solo fino a un certo punto e miscela frammenti dei primi film a scene degli ultimi, su linee più o meno tematiche».
Anche la testata online Movieplayer.it gli assegnò  2 stelle su 5, scrivendo: «Il mix assemblato da Ruffini se, da un lato, mostra i punti cardine delle commedie natalizie e farà la gioia degli appassionati del genere, dall'altro, sembra volerci dire che il cinepanettone come l'abbiamo conosciuto non esiste(rà) più».

## Controversie
Sin da quando il film venne presentato al Cinè di Riccione, suscitò parecchie critiche da più parti, in particolare da Massimo Boldi e Christian De Sica, che accusarono gli autori d'averlo realizzato a loro insaputa. Lo stesso Boldi intraprese perfino un'azione legale nei confronti di Aurelio De Laurentiis, avanzando l'accusa di concorrenza sleale (in quanto il film uscì in concomitanza di Natale da chef, il "cinepanettone" di Neri Parenti che lo vedeva protagonista) e  chiedendo pertanto tramite il suo legale di bloccare l'uscita del film o quantomeno di consentirgli di visionarlo preventivamente, ma entrambe le richieste vennero respinte.